# P/2017 D4 (PANSTARRS)
P/2017 D4 (PANSTARRS) — одна з короткоперіодичних комет сім'ї Юпітера. Відкрита 25 лютого 2017 року; була 20.6m на час відкриття.